# Kunsthaus Horn

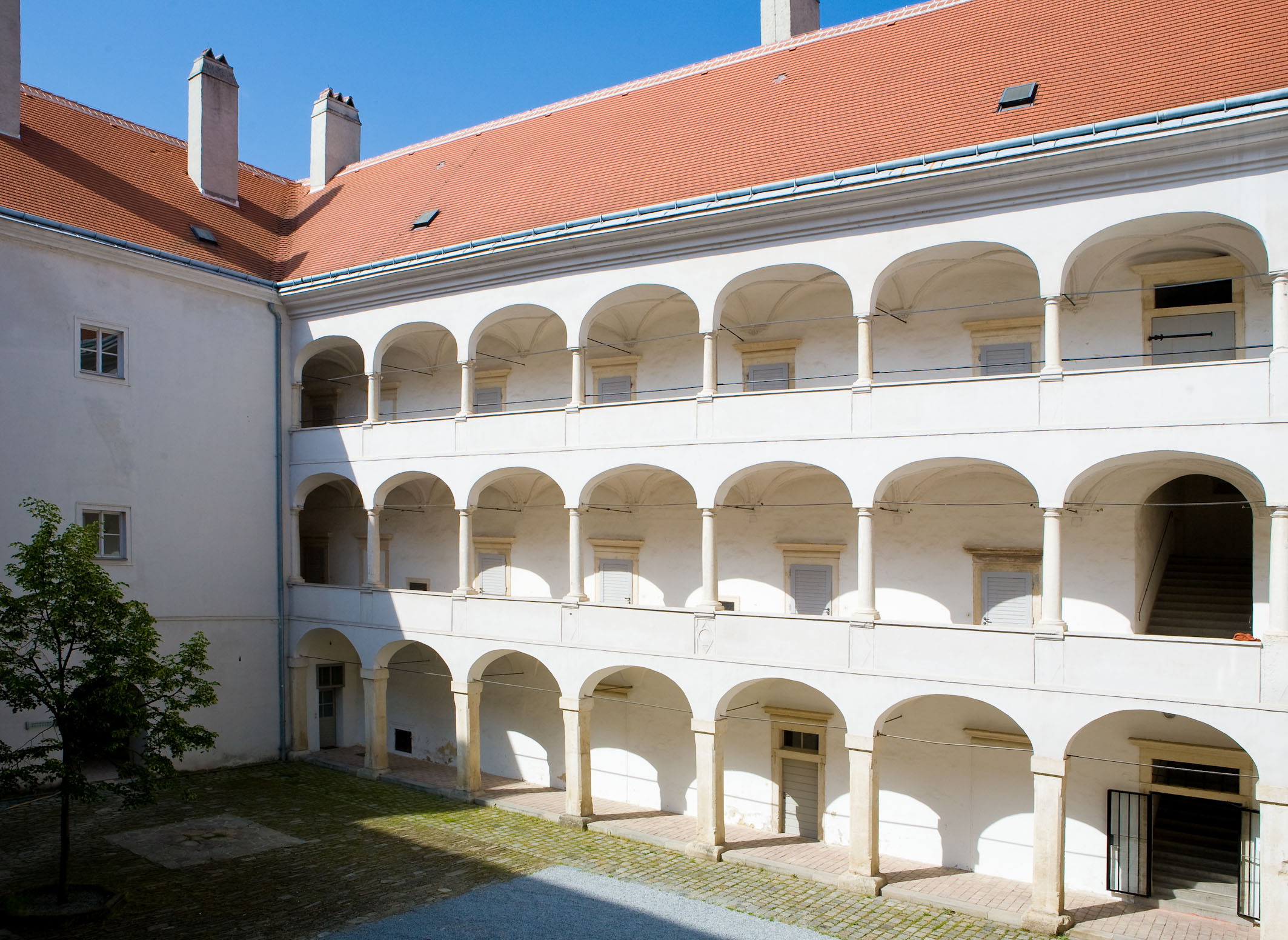
Renaissancegebäude – Kunsthaus Horn

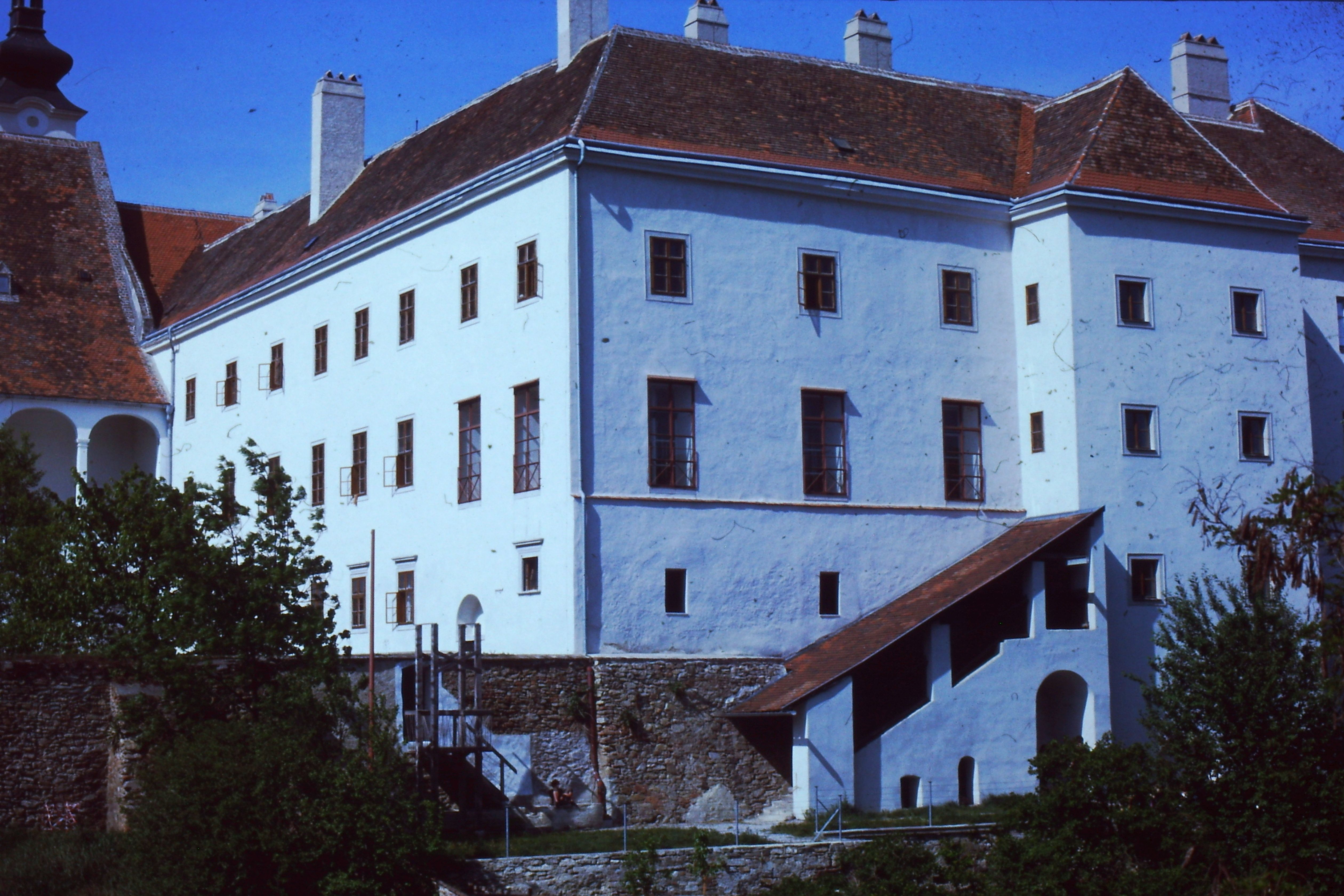
Die Rückseite des Kunsthauses 1992

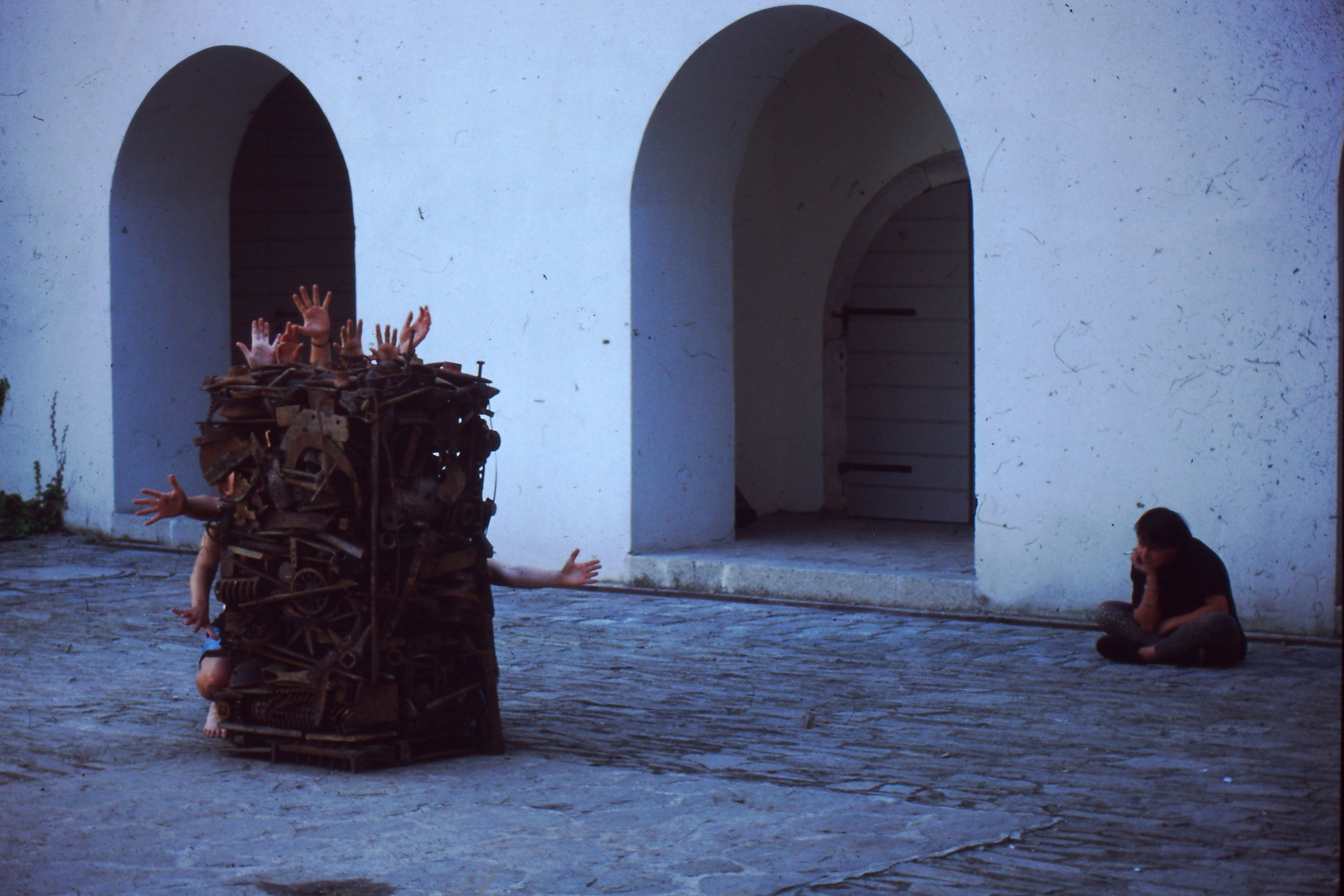
Gruppenarbeit Eisensäule der Bildhauerschule Hallein, Projektwoche 1992

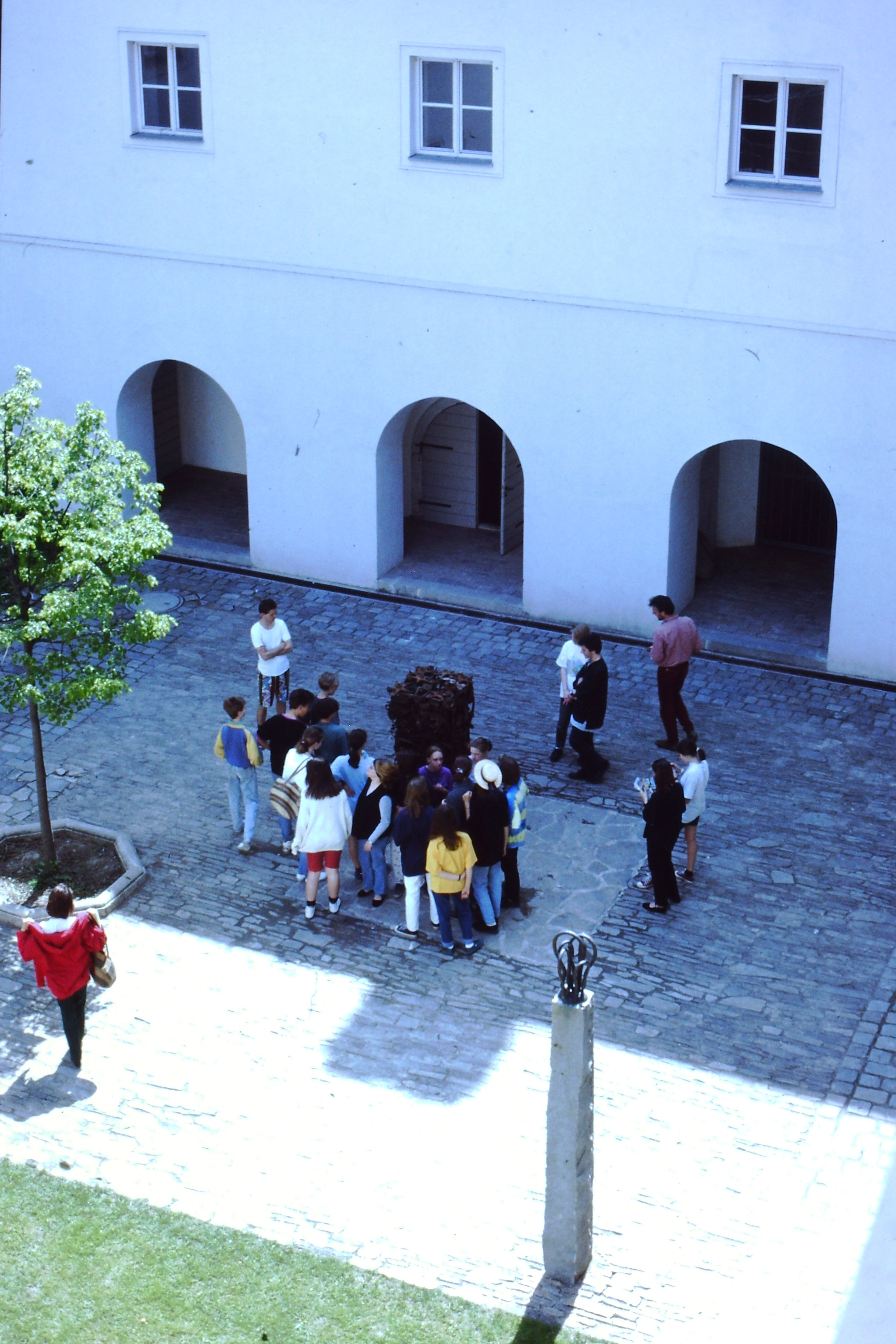
Innenhof Kunsthaus Horn

Das Kunsthaus Horn befindet sich in einem historischen Renaissancebau  im Zentrum der Altstadt von Horn im östlichen Waldviertel in Niederösterreich, hoch über dem Taffatal. Der Gebäudekomplex samt Arkadenhof zeigt eine Mischung aus alter Bausubstanz mit Holz- und Glaskonstruktionen.
Seit 1988 ist dieses Gebäude das Zentrum für Kultur und Kunst in der Region.

## Geschichte
1590 wurde dieses Gebäude als „großes Haus“, dem Puchhaimscher Witwensitz, erbaut. 1657 war darin eine Schule mit Namen Schola Hornana untergebracht und als vierklassiges Piaristen-Gymnasium geführt. Aus Platzmangel kam es 1733 zum Zubau des Osttraktes (Klassentraktes), in dem das Unterstufengymnasium geführt wurde. Ein Brand zerstörte 1827 das Dach komplett, wobei auch ein Teil der Bibliothek verloren ging.
1872 wurde die Schule zu einem Landes-Obergymnasium, und von 1921 bis 1961 befand sich das Bundesgymnasium Horn in diesem historischen Gebäude und übersiedelte dann in das Gymnasialgebäudes am nördlichen Stadtrand in die Puechhaim-Gasse. 1983 legte der Piaristenorden Österreich die Verwaltung des Hauses zurück, diese Aufgabe wurde nun durch die Landesregierung Niederösterreich erledigt. Die Pläne einer Nutzungsänderung wurden in Zusammenarbeit mit der Akademie der bildenden Künste Wien in Angriff genommen. 
1986–1988 erfolgte der Umbau und die Restaurierung des „alten Piaristenkollegs“ durch den Architekten Carl Pruscha, er war in dieser Zeit auch Rektor der Akademie der bildenden Künste. Dabei wurden die 1657 zugemauerten Renaissance-Arkaden wieder geöffnet und die alte Bausubstanz mit zeitgemäßem Komfort und Infrastruktur ausgestattet und somit bewohnbar gemacht.
Am 11. Juni 1988 fand die Wiedereröffnung des „Kulturhauses“, durch LH Siegfried Ludwig und Piaristenprovinzial Hartmann Thaler statt. Seither ist es Veranstaltungsort für Konzerte, Festivals, Seminare, Schulprojektwochen und ähnlicher Aktivitäten.
Für die Niederösterreichische Landesausstellung 2009 mit dem Titel „Österreich. Tschechien. geteilt, getrennt, vereint“ wurde das Gebäude 2008 speziell adaptiert.
Seit 2010 ist das Haus auch Standort von Institutionen, Vereinen (Kunstverein Horn) und Unternehmen.